# ゾー・ミン・トゥン (将官)
ゾー・ミン・トゥン少将（ビルマ語: ဗိုလ်ချုပ်ဇော်မင်းထွန်း、英語: Major General Zaw Min Tun）は、ミャンマーの軍人、政治家。

## 経歴
ゾー・ミン・トゥンは、ミャンマー国軍士官学校（DSA）第37期生として卒業した。
2021年のクーデター後は、ミャンマーの陸軍将官にして現職の情報副大臣であり、「国軍トゥルーニュース・インフォメーションチーム」（英語: Tatmadaw True News Information Team）の長官、国家行政評議会の報道局長を兼任している。
また、彼はミャンマー陸軍の上級報道官でもある。
2021年2月16日、ゾー・ミン・トゥンは国軍報道官としてクーデター後初となる記者会見を開き、ミャンマー全土で連日続く反軍政デモについて「デモが攻撃的、暴力的になっている」と批判した。
2021年3月23日、彼は記者会見を行い、デモを非難してインターネットの規制などを強めるとし、「中国を含む近隣の5か国と関係を強化し、価値観を共有していく」と述べて欧米の制裁に対抗する姿勢を示した。
2021年4月9日、彼は記者会見を開き、改めて「不正投票は民主主義の侵害であり、民意を嘲笑うものであり、破滅へと導くものである」と念押しした上で「木を育てるためには雑草取りが不可欠であり、もし必要であれば農薬を散布しなければならない」と述べ、抗議者を雑草や虫けらに喩えて暴力的に排除する意向を示した。